# Фізрук
«Фізрук» (рос. Физрук) — російський комедійний серіал виробництва компанії «Good story media» та «A+ production». Телесеріал був випущений в ефір 7 квітня 2014 року на телеканалі ТНТ. В Україні серіал транслювався на Новому каналі, ICTV і НЛО TV. Заборонений для показу в Україні Державним агентством України з питань кіно.

## Зміст
Це історія про конфлікт двох часів — 1990-х та 2010-х. Головний герой Фома все життя був «правою рукою» відомого чоловіка з кримінальним минулим. Коли хазяїн вигнав Фому на пенсію, він вирішив будь-яким чином повернутись назад. Спочатку здавалось, що все буде просто: підібратись до доньки минулого боса та повернутись в справу. Але план Фоми зруйнувався в перший же день…